# 1292-й Башкирский истребительно-противотанковый артиллерийский полк имени Салавата Юлаева
1292-й Башкирский истребительно-противотанковый артиллерийский полк имени Салавата Юлаева — воинское подразделение Рабоче-крестьянской Красной армии, сформированное в Башкирской АССР во время Великой Отечественной войны.

## Формирование полка

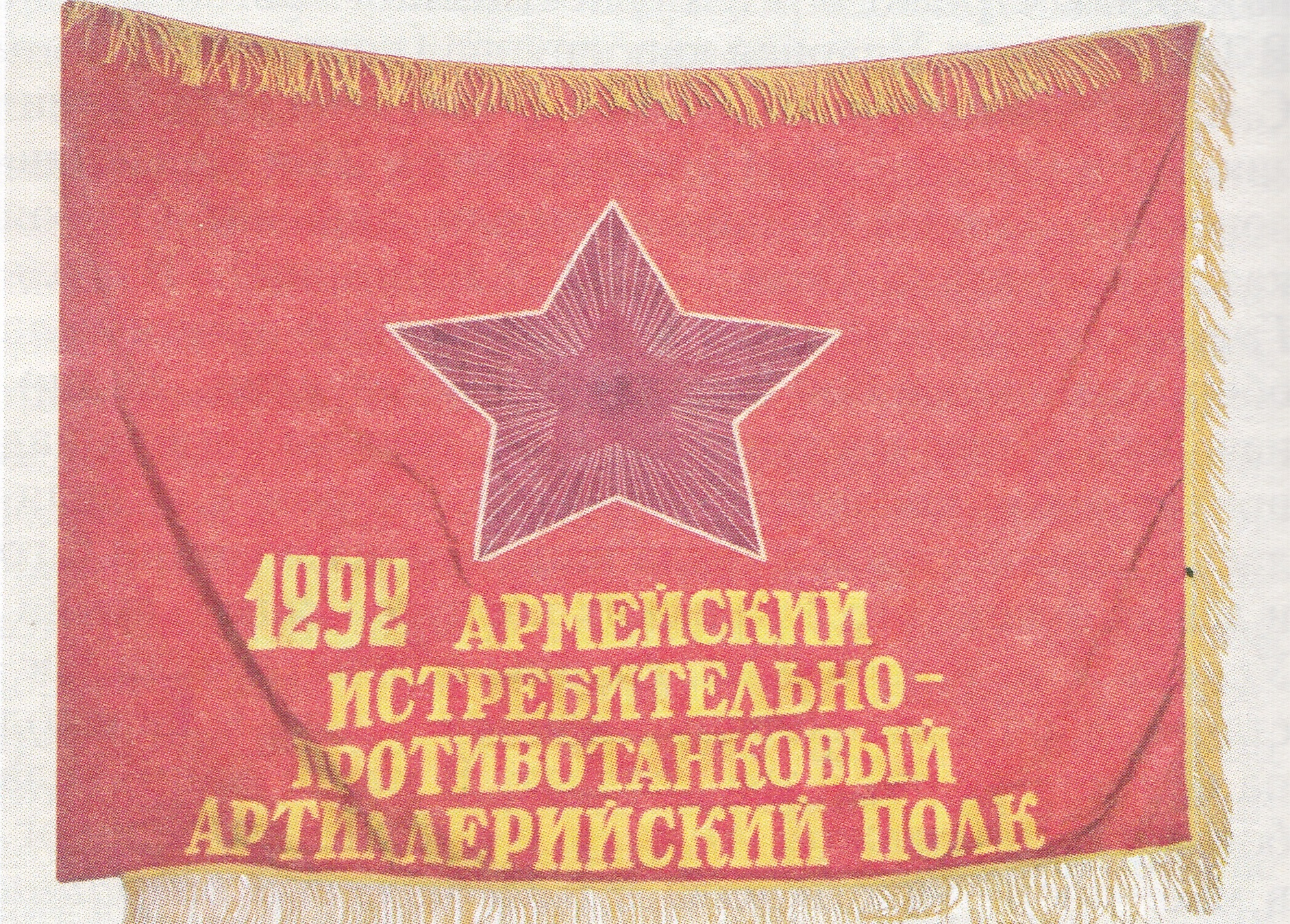
Знамя 1292-го Башкирского истрибительно-противотанкового артиллерийского полка имени Салавата Юлаева

1292-й Башкирский истребительный противотанковый артиллерийский полк (ИПТАП) был сформирован на основании приказа командующего Южно-Уральским военным округом № 00205 от 21 апреля 1943 года в Башкирской АССР. Воинскому формированию было присвоено имя Салавата Юлаева.
Ранее, 21 марта 1943 года, Башкирский обком ВКП(б) предложил бюро обкома ВКП(б) создать добровольческую миномётную бригаду из республиканских людских и материальных ресурсов в особый фонд Главного командования Красной Армии. 23 апреля 1943 года данная инициатива рассматривалась на совместном заседании бюро Башобкома ВКП(б) и Совета народных комиссаров БАССР, где было принято решение создать отдельный Башкирский истребительный противотанковый артиллерийский полк имени Салавата Юлаева и просить Народного комиссара обороны СССР передать его на усиление огневой мощи 16-й гвардейской Башкирской кавалерийской дивизии. Организационно-штатная структура Башкирской кавалерийской дивизии не предусматривала иметь в своём составе истребительный противотанковый артиллерийский полк и поэтому он не был передан в её состав.
Военный комиссариат Башкирской республики непосредственно занимался созданием ИПТАП: работал над укомплектованием полка личным составом и составлял наряды на получение техники. Штаб Южно-Уральского военного округа обеспечил полк командным составом, а СНК Башкирской АССР — материальными средствами, транспортом и продовольствием. В мае 1943 года началось формирование полка, а в начале июля 1943 года оно уже закончилось, и часть была отправлена на фронт. 1292-й истребительный противотанковый артиллерийский полк создавался на базе 17-й запасной стрелковой бригады (п. Алкино).
С 17 июля по 17 ноября 1943 года Башкирский истребительный противотанковый артиллерийский полк имени Салавата Юлаева под командованием майора Кривенцова находился в расположении командующего Коломенским учебным артиллерийским лагерем и расквартировался в селе Парфентьево, где продолжал доформирование и учёбу.

## Боевые действия полка
В ноябре поступил в распоряжение командующего артиллерией 1-го Украинского фронта. 1 декабря 1943 года 1292-й ИПТАП оказался в районе боевых действий и вошёл в оперативное подчинение командующего артиллерией 60-й армии.
Полк принимал участие в ходе первого этапа борьбы за освобождение Правобережной Украины (Житомирско-Бердичевская операция). Действуя в полосе обороны 121-й Рыльско-Киевской стрелковой дивизии, 6 декабря 1943 года ИПТАП имени Салавата Юлаева принял первый бой, в ходе которого ликвидировал 48 танков, до 300 немецких солдат и офицеров. В то же время полк потерял почти всё своё вооружение, 19 противотанковых пушек (ЗИС-3) и 40 % автотранспорта вышли из строя. Из 580 человек личного состава части в бою 35 получили ранения, 123 пропали без вести и 24 человека были убиты, в том числе заместитель командира полка по политической части майор И. А. Мигалов, командир 4-й батареи старший лейтенант А. А. Пилюгин, командир 6-й батареи лейтенант М. С. Назаров и другие. В связи с этим, приказом № 08 от 6 января 1944 года командующего артиллерией 1-го Украинского фронта 10 января 1944 года 1292-й ИПТАП под командованием подполковника И. Е. Локши был выведен из района фронта и отправлен на доукомплектование в г. Тамбов.
В феврале 1944 года полк имени Салавата Юлаева доукомплектовался до штатной численности личного состава и получил необходимое количество транспорта и вооружения. В марте 1944 года полк вошёл в состав 37-й отдельной истребительно-противотанковой артиллерийской бригады Резерва Верховного командования и в мае в составе бригады прибыл в г. Житомир. 16 июля 1944 года в составе 37-й ОИПТАБр из резерва Верховного главнокомандующего поступил вновь в распоряжение командующего артиллерией 1-го Украинского фронта. 17 июля полк в составе 37-й ОИПТАБр под командованием гвардии подполковника И. Е. Локши направлен в район Лаврува и поступил в оперативное подчинение командующего артиллерией 1-й гвардейской танковой армии 1-го Украинского фронта под командованием генерала М. Е. Катукова. 25 июля 1944 года полк им. С. Юлаева совместно с 46-й гвардейской танковой бригадой, форсировала реку Сан (в районе Родымно) и отбивая контратаки противника, обеспечила переправу подвижных частей через реку и продвижение их в направлении г. Пшемысль. В этом районе полком было ликвидировано: 4 танка, 2 САУ, 7 противотанковых орудий, 8 пулемётов, 2 миномётных батарей, 16 повозок; до 170 солдат и офицеров вражеских войск было убито и ранено. Со стороны 1292-го ИПТАП потерь не имелось.
В ночь с 31 июля по 1 августа 1944 года в районе Копшевница полк имени Салавата Юлаева совместно с 40-й танковой бригадой форсировал реку Висла и вёл тяжёлые бои. В боях за Вислинский плацдарм с 1 по 4 августа 1944 года полком было разрушено 2 переправы, уничтожено 2 самоходных орудия, 2 наблюдательных поста, 26 повозок, 10 автомашин, убито и ранено до 300 солдат и офицеров противника. Со стороны самого полка погибли 8 человек, а в технике и вооружении потерь не имелось. В ночь с 3 на 4 августа 1944 года 1292-й ИПТАП под командованием гвардии подполковника И. Е. Локши вошёл в подчинение 8-го механизированного Прикарпатского корпуса и вёл наступательные бои в направлении Богория, Опатув, во взаимодействии с 19-й гвардейской механизированной бригадой. В этом районе полком было ликвидировано: 3 танка, 12 автомашин, 6 противотанковых орудий, 8 пулемётов, 2 миномётных батарей, 18 повозок; до 150 солдат и офицеров противника было убито и ранено. Со стороны 1292-го ИПТАП потерь не имелось. После полк поступил в оперативное подчинение 44-й танковой бригады и 9 августа 1944 года в районе села Лопота (северо-западнее Сандомира) отражал контрнаступление противника в течение трёх дней, с 9 по 11 августа 1944 года, полк без прикрытия пехоты отбил 18 контратак и удержал занятый рубеж. Полком было ликвидировано 5 самоходных орудий типа «фердинанд», 4 танка «пантера», 8 танков Т-4, 5 миномётных батарей, 2 наблюдательных пункта, убито и ранено до 800 солдат и офицеров противника. Со стороны 1292-го ИПТАП 116 человек погибли и получили ранения, 27 человек пропали без вести, уничтожено 19 пушек, 11 автомашин.
С 20 по 31 августа 1944 года в районе Богория проходило доукомплектование полка. 15 сентября 1944 года 1292-й ИПТАП поступил в оперативное подчинение командующего артиллерией 305-й стрелковой дивизии, а после — 14-й гвардейской стрелковой. В боях на перевале Дукле — деревня Поляны полком уничтожено 6 танков, 8 противотанковых орудий, 21 повозка; убито и ранено до 800 солдат и офицеров противника. Со стороны 1292-го ИПТАП: 13 человек погибли, 23 человека получили ранения и контузию, 27 человек пропали без вести, вышли из строя 3 автомобиля и 1 пушка.
12 января 1945 года 1292-й Башкирский истребительно-противотанковый артиллерийский полк имени Салавата Юлаева под командованием подполковника И. Е. Локши принимал участие в артиллерийском наступлении при прорыве обороны вражеского войска на Сандомирском плацдарме. После участвовал в освобождении городов Хмельник, Енджеюв, Кружлев, Жутно, Радомско, Вжесня и др. 19 января 1945 года полк им. С. Юлаева с боями перешёл границу Германии и совместно с частями 7-го механизированного корпуса окружил г. Бреслау. 12 февраля совместно с 26-й механизированной бригадой 7-го механизированного корпуса занял г. Кант. Полком было ликвидировано 2 самоходно-артиллерийские установки, 6 танков, убито и ранено до 200 солдат и офицеров противника. Со стороны 1292-го ИПТАП: 1 человек погиб и 7 человек получили ранения.
7 мая 1945 года 1292-й Башкирский истребительно-противотанковый артиллерийский полк имени Салавата Юлаева под командованием подполковника Шиловского поддерживал наступление 125-й стрелковой дивизии и 26-го танкового полка в районе г. Штригау. С 8 по 10 мая полк участвовал в преследовании отходящего противника к городам Фрайбург, Вальденбург, Готессбург, Трутенау. Позже занял деревни Тейхау, Уллерендорф, города Фрайбург и Вальденбург. Полк уничтожил 9 пулемётов, 2 самоходные артиллерийские установки, 12 противотанковых орудий и 70 повозок с грузом. 13 мая 1945 года 1292-й ИПТАП отправлен в г. Трутенау (Чехословакия). В это время он был укомплектован личным составом на 80 % и имел 100 % техники и вооружения. Командовал полком подполковник Г. М. Жиманский.
В течение всех боевых действий полком имени Салавата Юлаева было уничтожено 79 танков (в том числе «пантер» — 4), 13 самоходных орудий (из них «фердинандов» — 5), 38 противотанковых орудий, 11 миномётных батарей, 22 пулемёта, 4 наблюдательных пункта, 25 автомашин, 151 повозка, разрушено 2 переправы, убито и ранено свыше 2 тысяч солдат и офицеров противника. 1292-й ИПТАП прошёл с боями 2154 км.

## Награды
За мужество и героизм 573 воина полка были награждены правительственными наградами.
| Вид награды                          | Число награждённых |
| ------------------------------------ | ------------------ |
| Орден Красного Знамени               | 11                 |
| Орден Отечественной войны I степени  | 14                 |
| Орден Отечественной войны II степени | 20                 |
| Орден Красной Звезды                 | 92                 |
| Орден Славы III степени              | 4                  |
| Медаль «За отвагу»                   | 245                |
| Медаль «За боевые заслуги»           | 157                |